# Île de la Grande Entrée
L’île de la Grande Entrée est la dernière des îles de la Madeleine à avoir été habitée en permanence.  Elle comprend la localité anglophone de Old Harry et la localité francophone, voisine et plus importante, de Grande-Entrée.
L'île de la Grande-Entrée a été désignée capitale québécoise du homard en 1994. Elle compte 646 habitants.